# 查理檢查哨
52°30′27″N 13°23′25″E / 52.5075°N 13.39027°E
查理檢查哨（Checkpoint Charlie，又譯查理檢查站），位於柏林市中心的腓特烈大街上，原稱C檢查哨，意為「第三檢查哨」或者「丙檢查哨」的意思，因在北約音標字母中，「C」通常念作「Charlie」，故稱「查理檢查哨」。查理檢查哨是冷戰時期柏林圍牆邊民主德国首都东柏林與西柏林進出的一個檢查點。该检查站通常为盟军人员和外交官使用。從這個檢查哨往北去，即進入東柏林，反之往南則是進入西柏林。柏林圍牆拆除後，此檢查哨一度被拆除，而后又被复建，成為柏林旅遊的重要景點。在查理檢查哨邊有一博物館，即查理檢查哨博物館（德語：Haus am Checkpoint Charlie museum），展出内容为与柏林墙及两德分裂时期有关的历史资料和物件。
| 在過去檢查哨旁立牌面向西柏林的一面，分別用英文、俄文、法文及德文寫著：「您即將離開美國占領區」。 |
| US ARMY                                                                                          |

在检查哨附近还设有贴着美苏士兵照片的立牌。

## 圖集

### 柏林墙建立

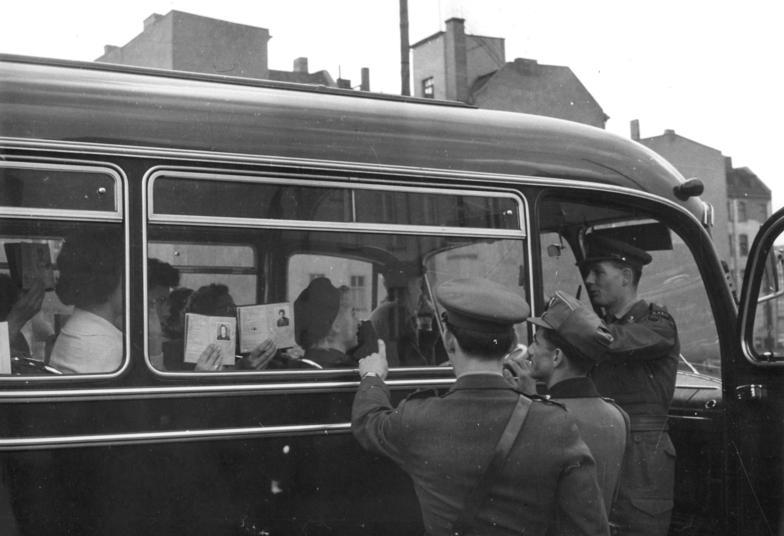
在柏林墙建立以后的1961年8月13日，东德卫兵检查通过检查哨的公共汽车乘客的许可
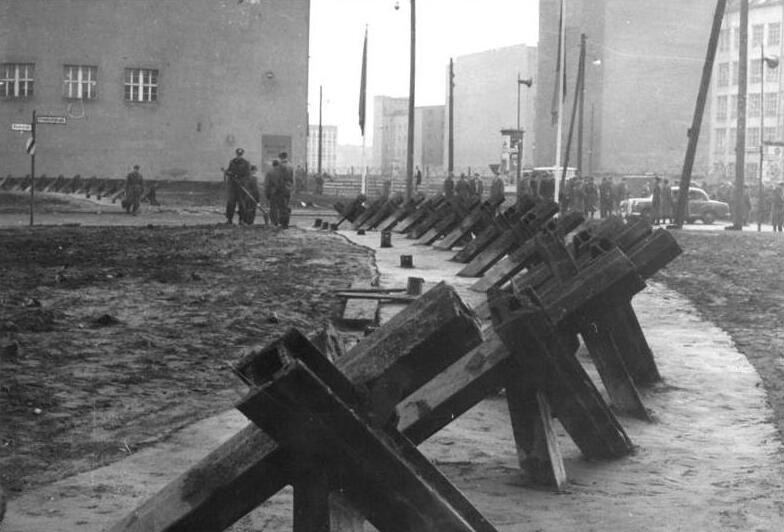
东德一边的捷克刺猬
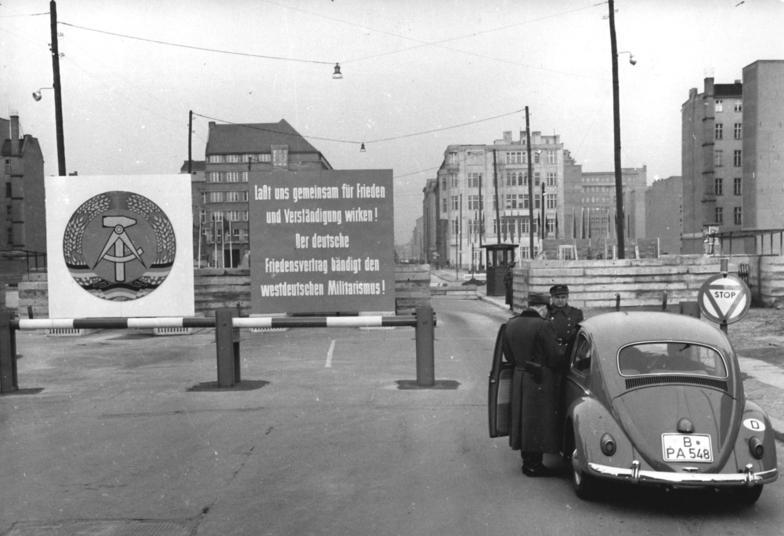
东德卫兵的检查
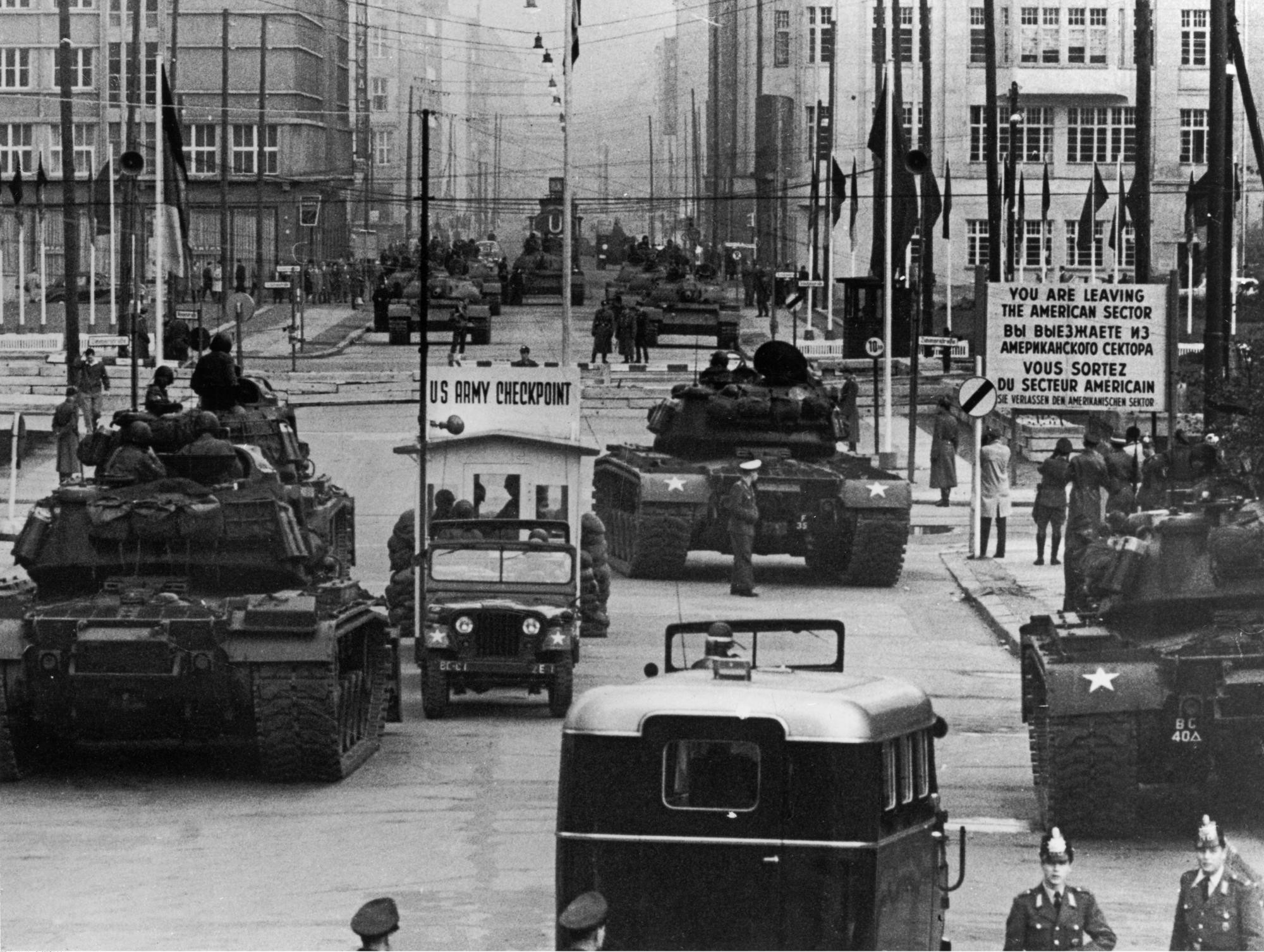
1961年柏林危機，美軍和蘇軍在查理檢查哨對峙
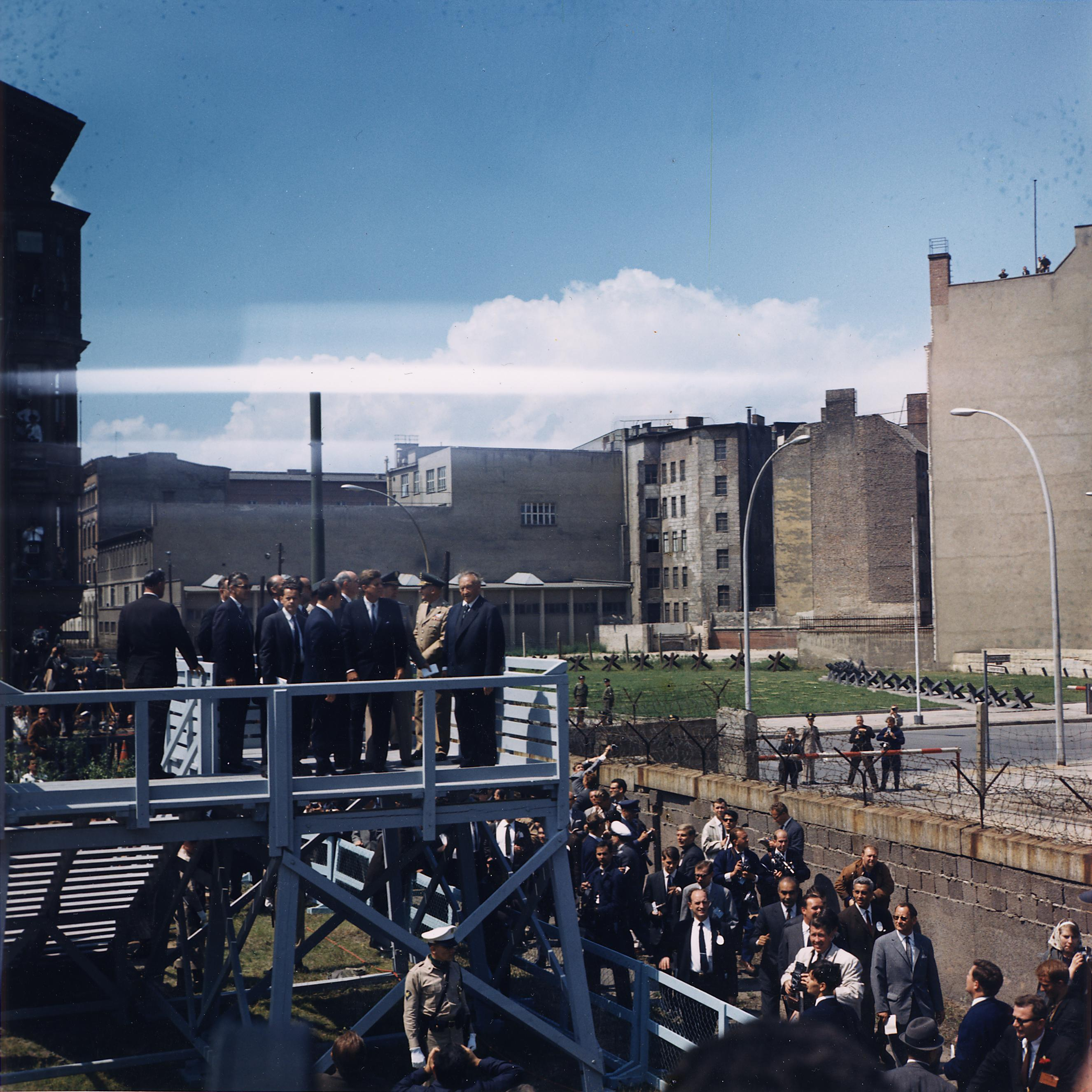
1963年美国总统约翰·肯尼迪在查理检查哨
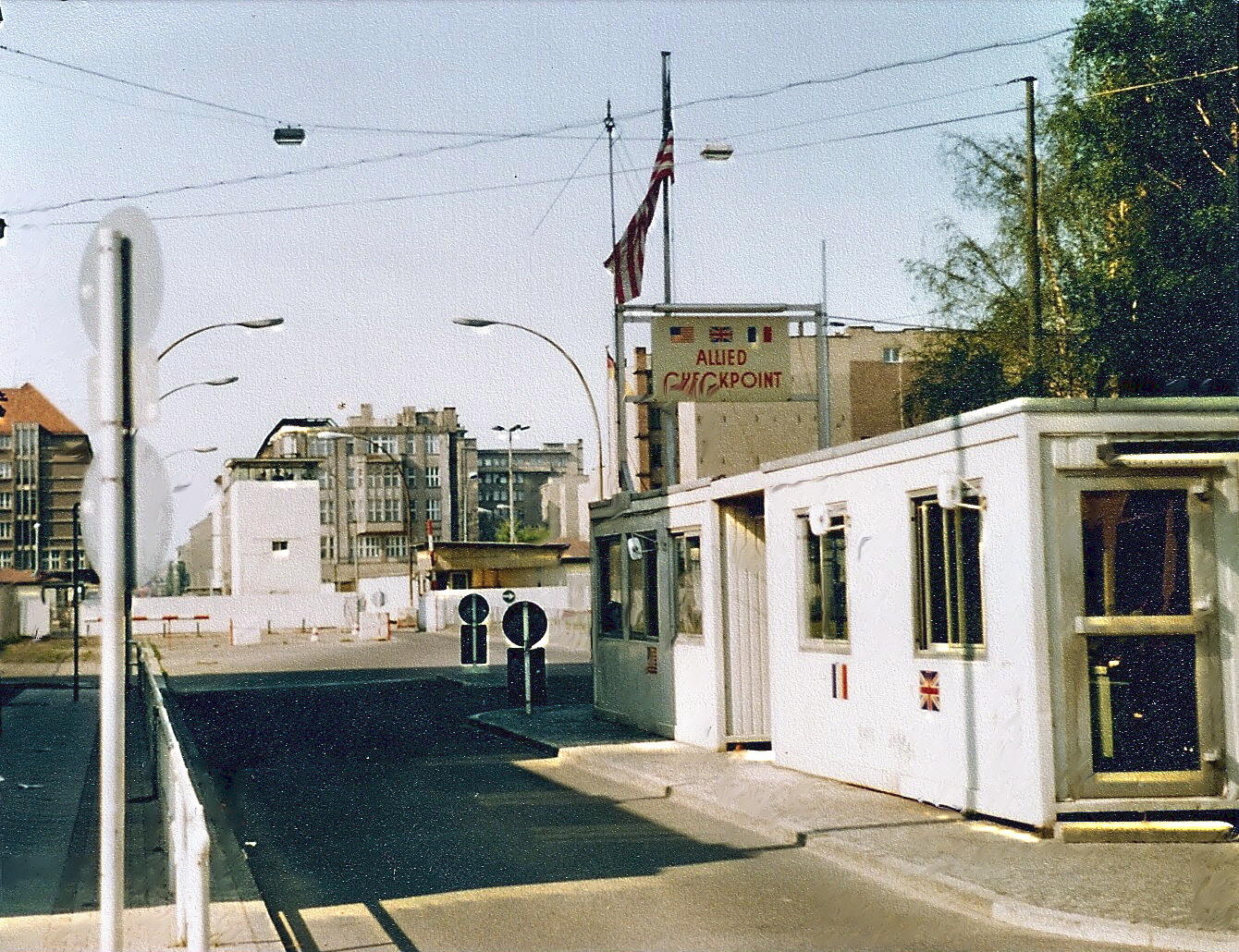
西柏林（前面）和东柏林（后面）的检查哨，后者是著名的瞭望塔（已于2000年拆除）
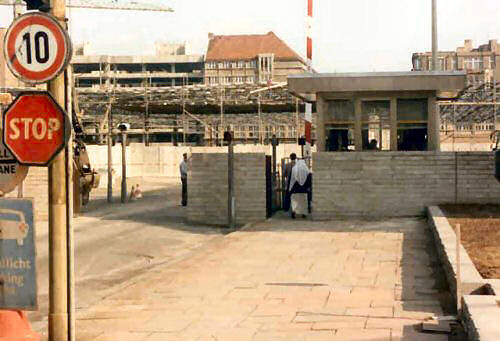
穿过东柏林检查哨的步行者，此时新检查哨已于1984年后建成
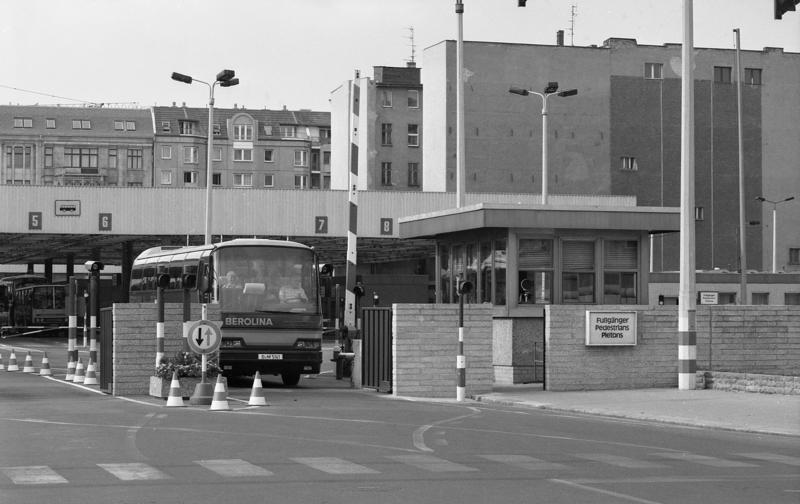
1988年的东柏林检查哨

### 柏林墙倒塌

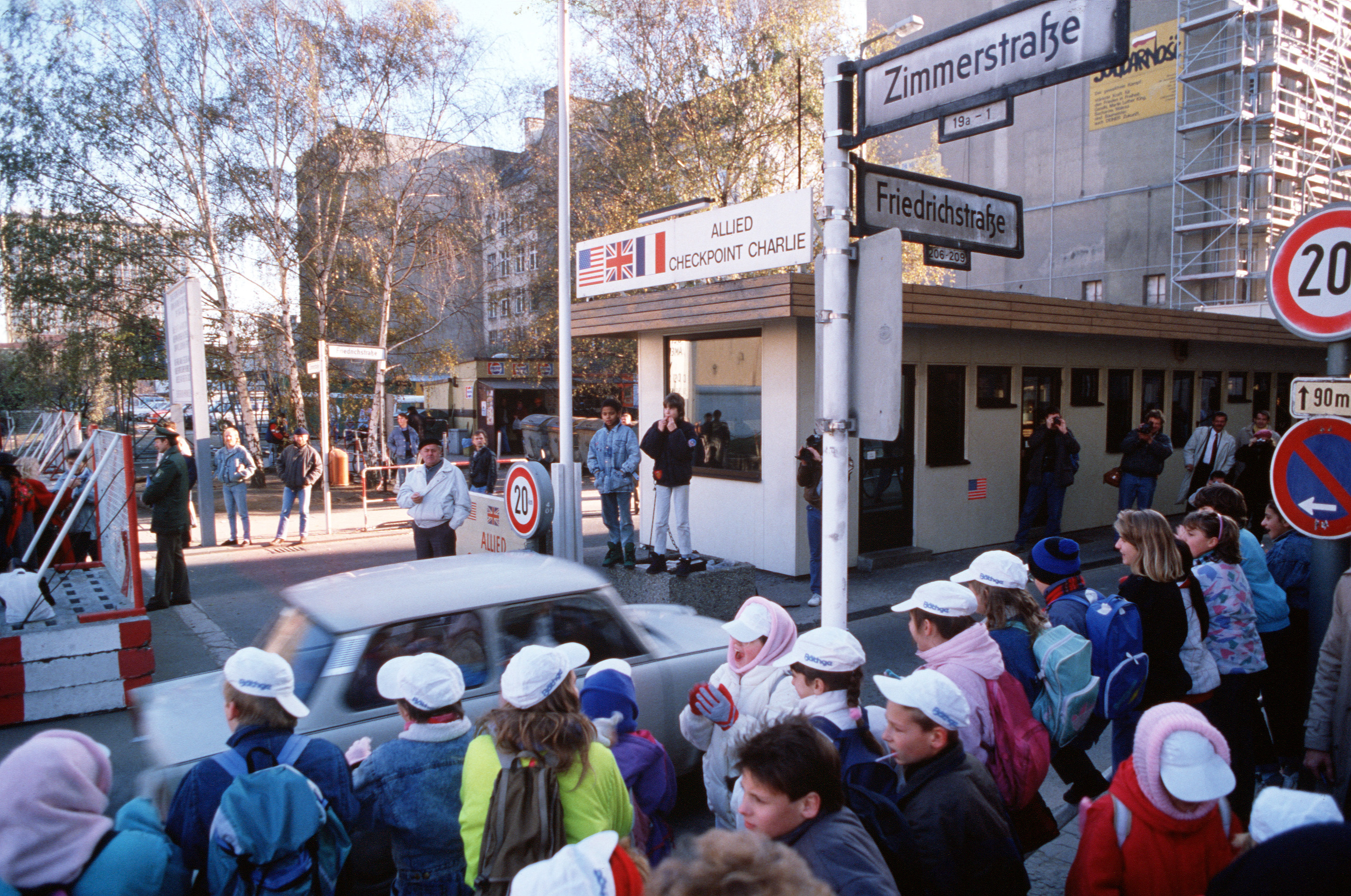
人们欢呼柏林墙倒塌后东柏林人开车通过查理检查哨
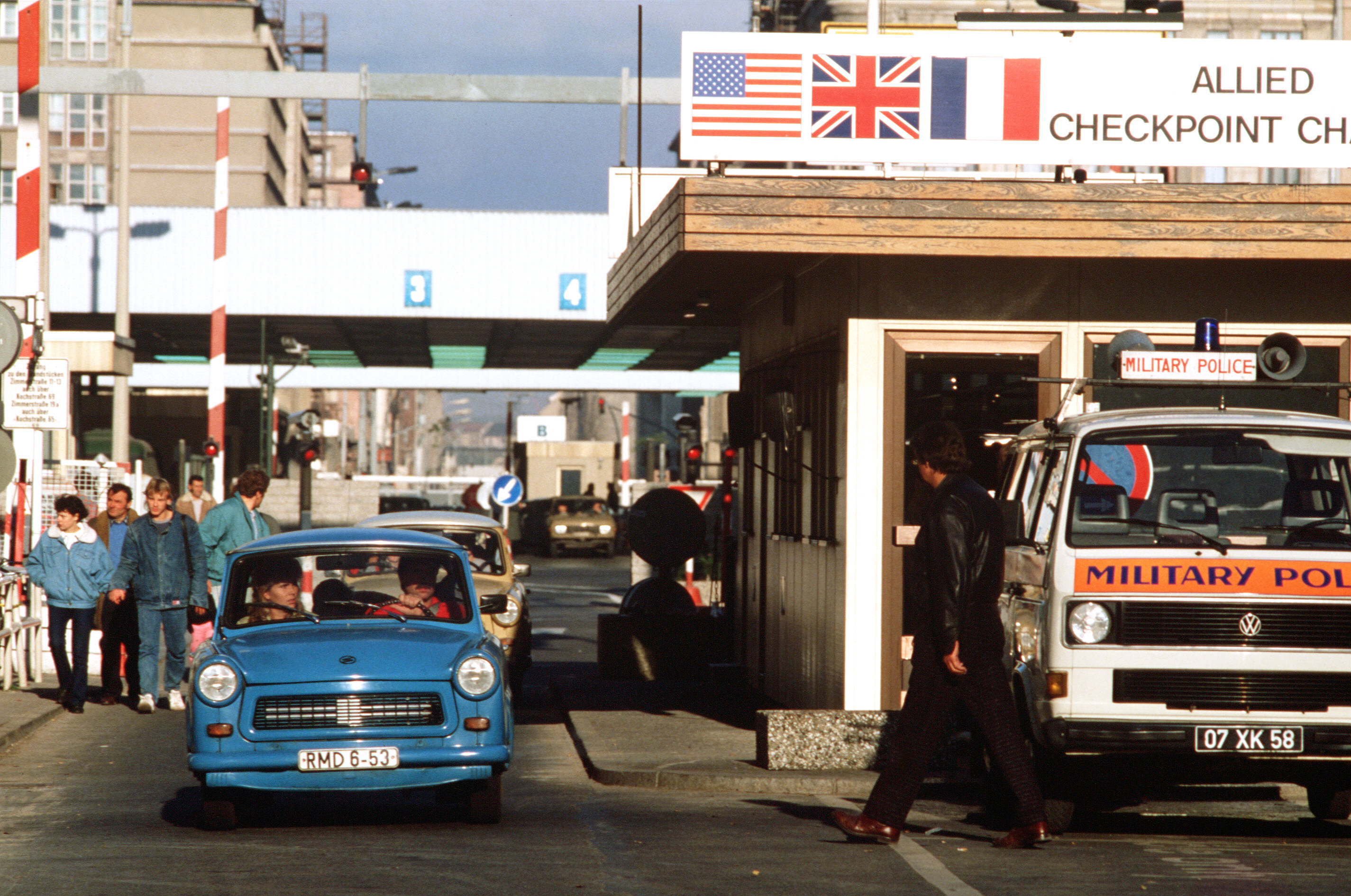
东柏林人去西柏林
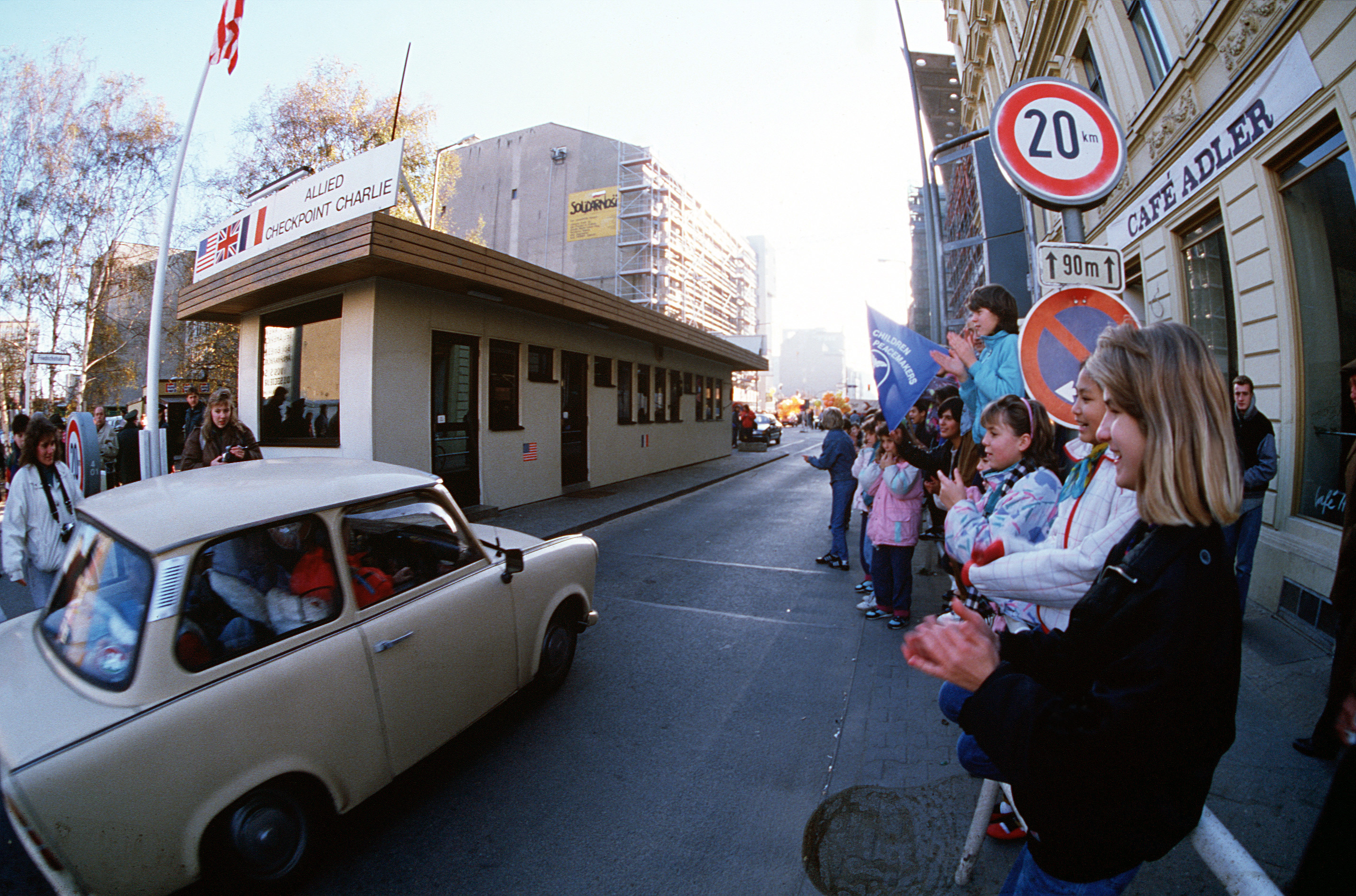
西柏林儿童欢迎东柏林人开车通过查理检查哨并利用旅行限制的放宽访问西柏林。
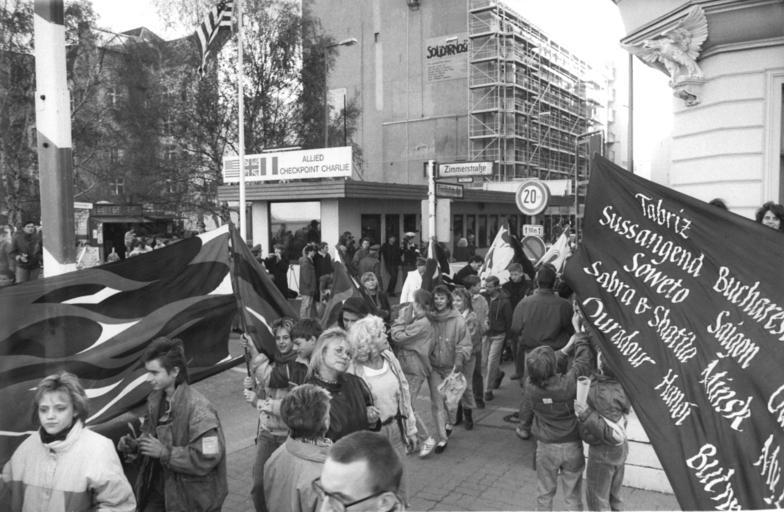
庆祝柏林墙倒塌

### 柏林墙倒塌时期起的检查哨

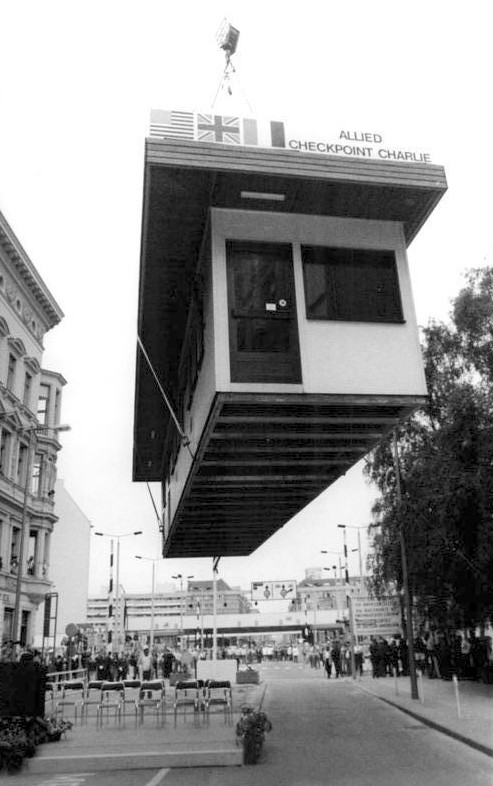
1990年6月22日移除著名的查理检查哨
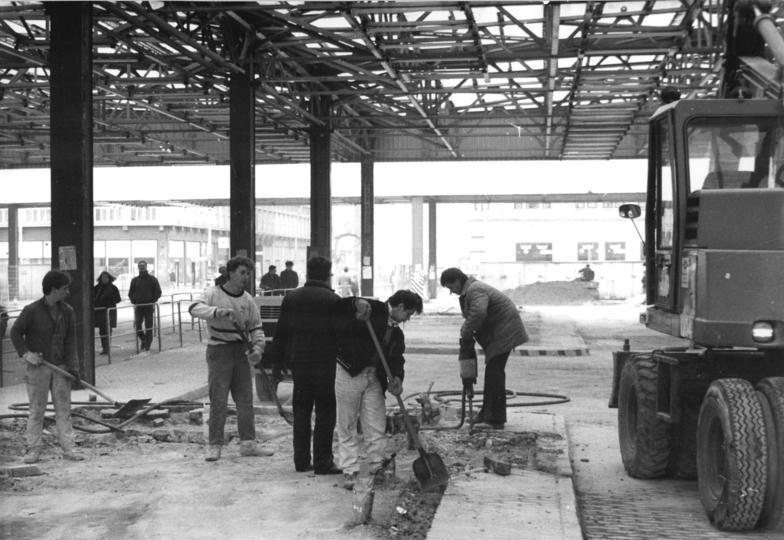
1990年11月拆除东部的检查哨
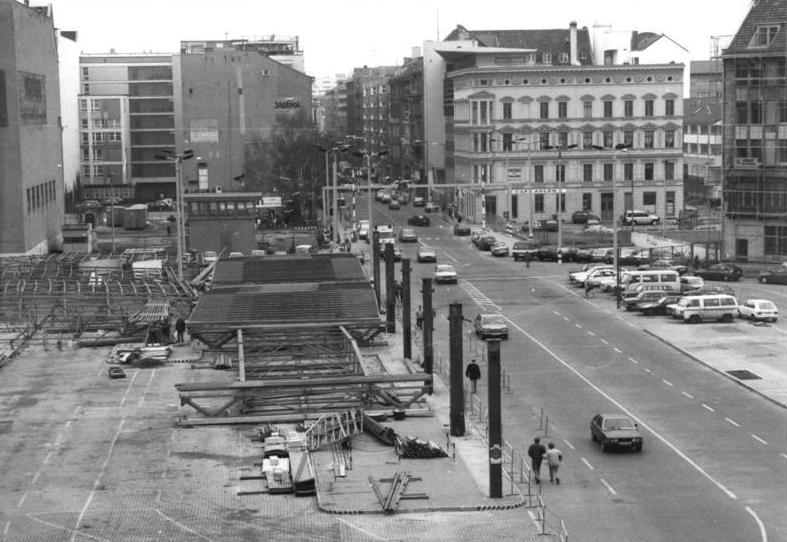
1991年的查理检查哨
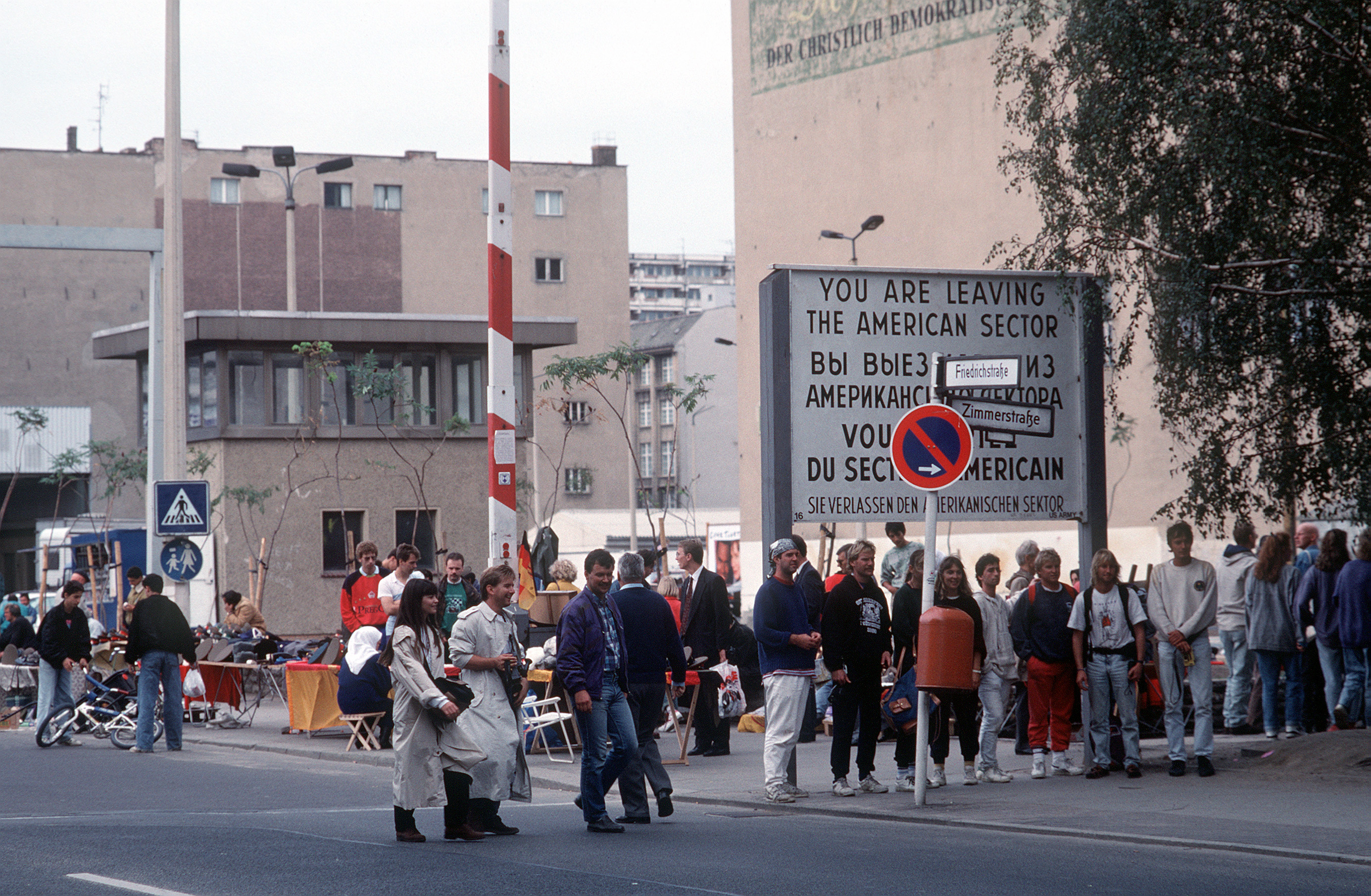
在1990年一切消失之前获取纪念照
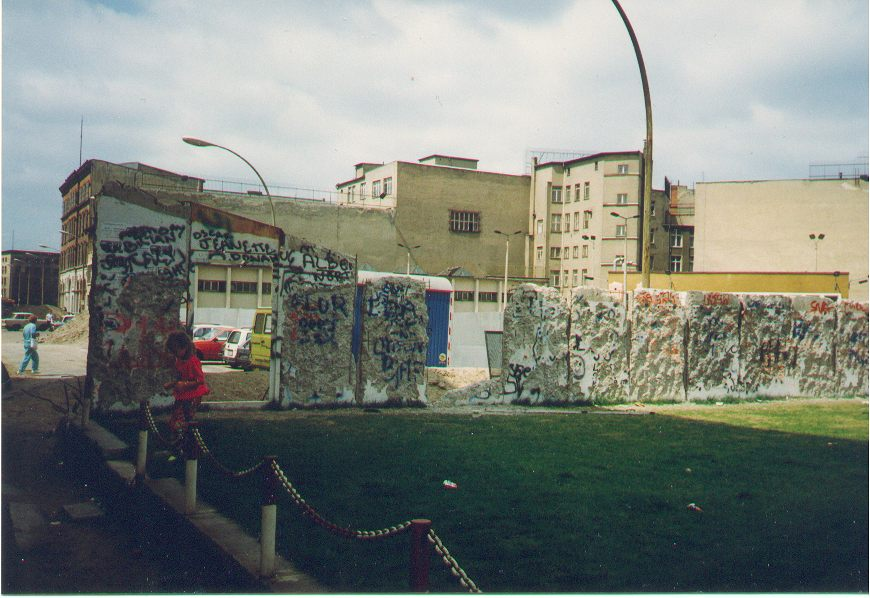
1990年7月柏林墙在查理检查哨的遗迹
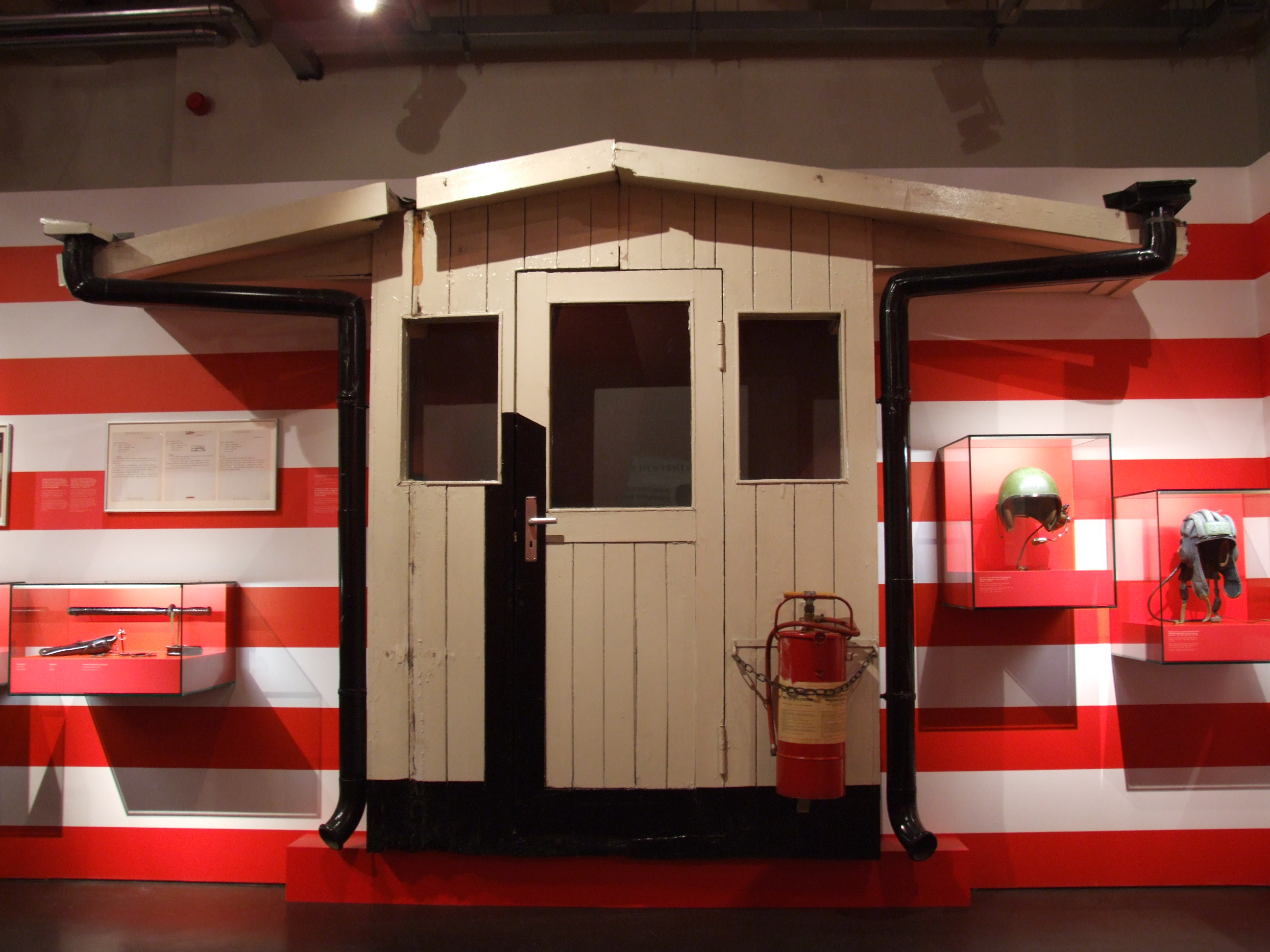
最初建筑的一部分，现位于柏林达累姆的盟军博物馆（英语：Allied Museum）
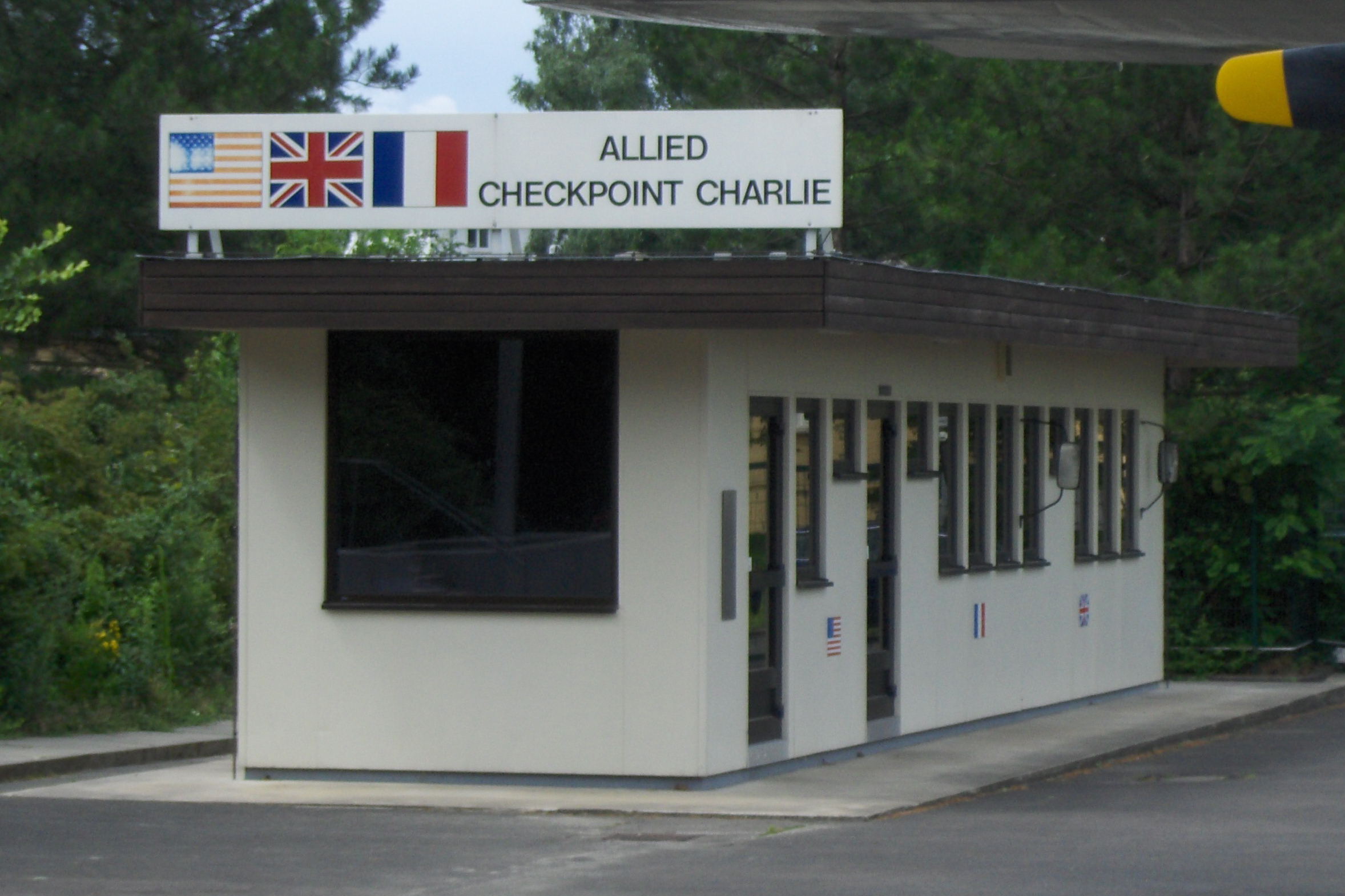
柏林墙倒塌时的查理检查哨，现位于盟军博物馆（英语：Allied Museum）
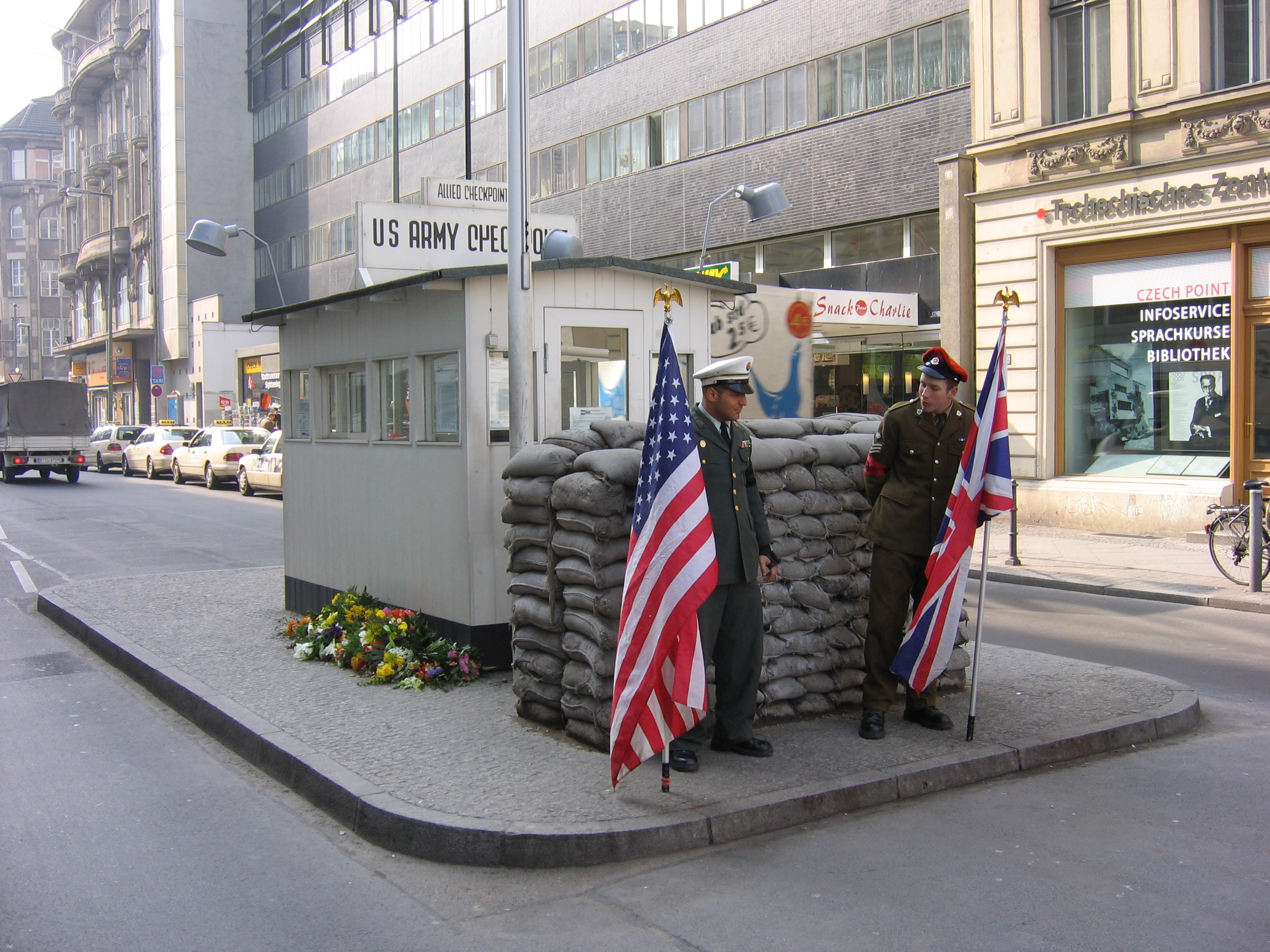
为摄影雇用的美、英軍憲兵扮演者
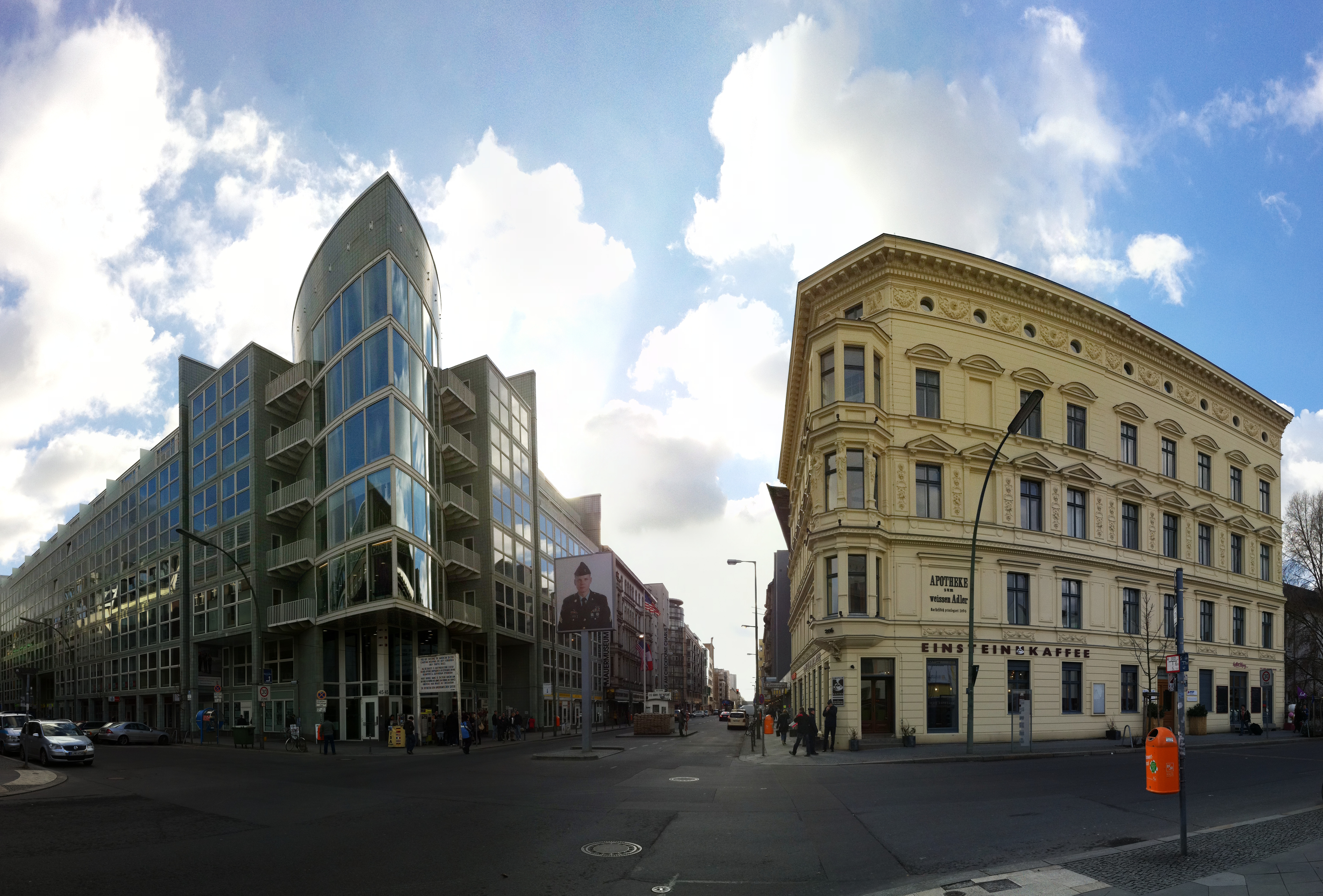
2011年的查理检查哨所在地
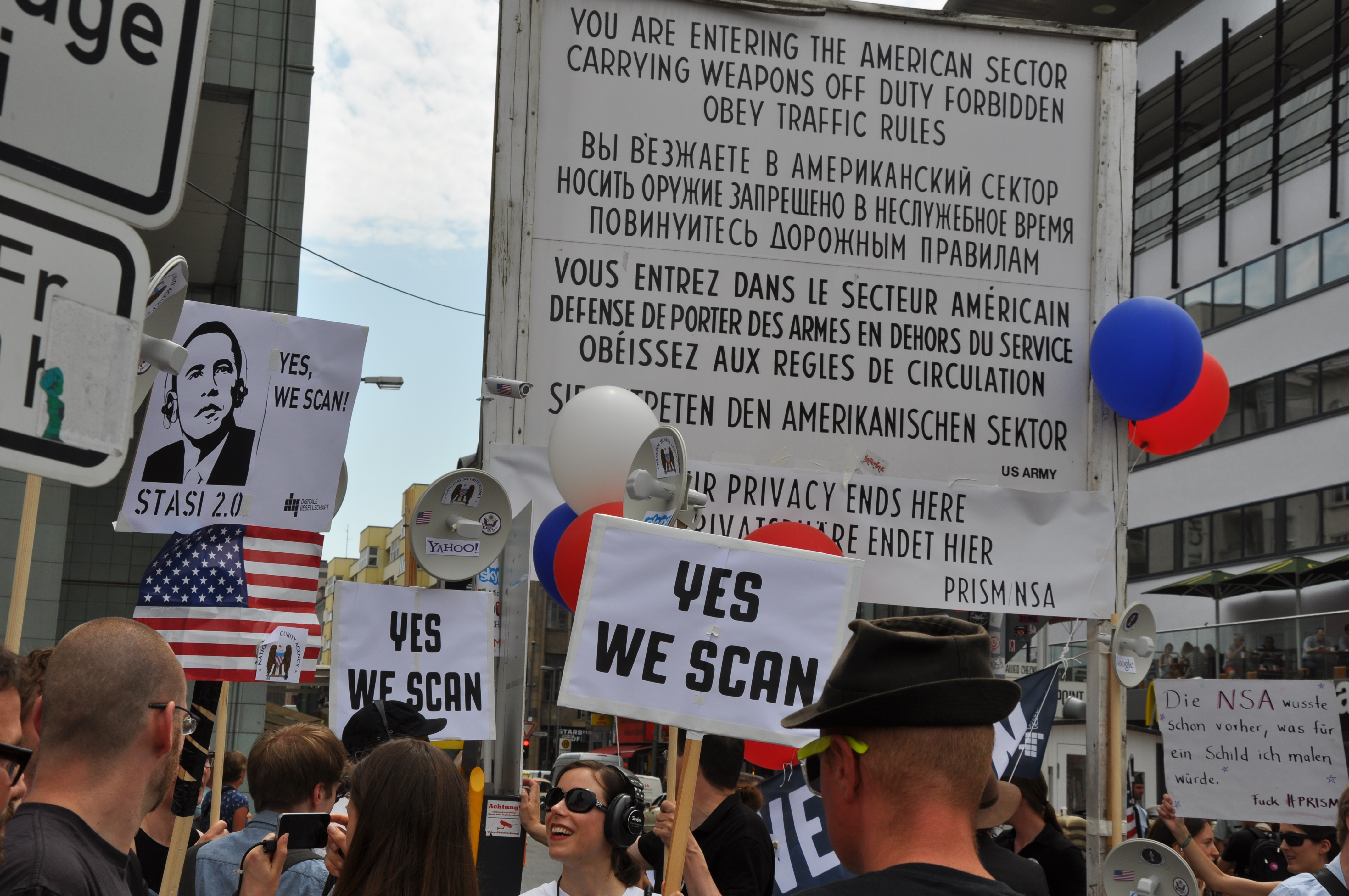
2013年6月抗议美国国家安全局监控项目棱镜计划的游行